# 维拉圣卢恰-德利阿布鲁齐
维拉圣卢恰-德利阿布鲁齐（義大利語：Villa Santa Lucia degli Abruzzi），是意大利阿布鲁佐大区拉奎拉省的一个市镇。总面积27.84平方公里，人口156人，人口密度5.6人/平方公里（2009年）。ISTAT代码为066104。